# 스티븐 워드
스티븐 로버트 워드(영어: Stephen Robert Ward, 1985년 8월 20일 ~ )는 아일랜드의 전 축구 선수이다.

## 수상

### 클럽
울버햄프턴 원더러스
- 풋볼 리그 챔피언십 (1): 2008–09

### 국가대표 팀
- 네이션스 컵 (1): 2011

### 개인
- 풋볼 리그 챔피언십 이달의 선수 (1): 2007년 2월